# Liste des partis politiques en Biélorussie
Cet article répertorie les partis politiques en Biélorussie.

## Partis

### Partis fidèles au président
Le président obtient la majeure partie de son soutien de parlementaires non partisans.
- Belaya Rus (non enregistré)
- Parti agarien (Ahrarnaya Partyia)
- Parti sportif social biélorusse (Belaruskaya Satsyialna-Spartywnaya Partyia)
- Parti communiste de Biélorussie (Kamunistychnaya Partyia Belarusi)
- Parti libéral-démocrate (Liberalna-Demakratychnaya Partyia)
- Parti républicain du travail et de la justice (Respublikanskaya Partyia Pratsy i Spravyadivastsi)
- Parti social-démocrate d'accord populaire (Satsyjal-Demakratychnaya Partyia Narodnay Zgody)
- Parti républicain (Respublikanskaya Partiya)
- Parti patriotique biélorusse (Belaruskaya Patryiatychnaya Partyia)

### Partis d'opposition
Lors des dernières élections générales, aucun de ces partis n'a obtenu de siège.
- Bloc d'indépendance biélorusse (BNB)
  - Parti du front populaire
  - Parti démocrate-chrétien (parti en cours d'enregistrement officiel)
  - Za svabodu ("Pour la liberté"; mouvement social sous Alexander Milinkevich)
  - Young Front (mouvement de jeunesse officiellement enregistré en République tchèque)
  - Alliance de la droite
  - Razam
  - Jeune Biélorussie
  - Jeunes démocrates YCSU

- Forces démocratiques unies du Bélarus
  - Parti de la gauche biélorusse "Un monde juste" (Bielaruskija Abjadnanych Lievaj partyi "Spraviadlivy sviet")
  - Partie civil uni de Biélorussie (Abyadnanaya Hramadzyanskaya Partyia Belarusi)
  - Parti social-démocrate biélorusse (Assemblée) (Belaruskaya Satsyial-Demakratychnaya Partyia - Hramada)
  - Parti du front populaire (Partyia BNF)
  - Za svabodu (mouvement social sous Alexander Milinkevich)

- Assemblée sociale-démocrate biélorusse (Belaruskaya Satsyial-Demakratychnaya Hramada)

- Coalition européenne Free Belarus (Eurapeyskaya Kaalitsyia "Svabodnaya Belarus")
  - Parti social-démocrate biélorusse (Assemblée du peuple) (Belaruskaya Satsyial-Demakratychnaya Partyia - Nardonaya Hramada, non enregistré depuis 2004)
  - Parti libéral biélorusse de la liberté et du progrès (Belaruskaya liberalnaya Partyia Svabody i Pragresu, parti en cours d'enregistrement officiel)

- Parti chrétien conservateur (Kanservatywna-Khrystsiyanskaya Partyja)
- Parti biélorusse "Les Verts" (Belaruskaya Partyia Zyalyonyia)
- Résistance socialiste (CIS) (Сацыялістычнай супраціў (СНД), non enregistré)
- Parti national-bolcheviste (Национал-большевисткая партия РБ, non enregistré)

### Partis disparus
- Coalition des centristes démocratiques (Kaalitsyia Demakratychnykh Tsentrystaw)
  - République (Respublika)
  - Jeune Biélorussie (Maladaya Belarus)
  - Parti des femmes biélorusses Hope (Belaruskaya Partyia Zhanchyn Nadzeya)
- Parti des amateurs de bière (Biélorussie)
- Parti travailliste biélorusse (Belaruskaya Partyia Pratsy)